# Tower of Strength (Lied)
Tower of Strength ist ein Lied, das im Februar 1988 von der britischen Gothic-Rock-Band The Mission veröffentlicht wurde. Es war die erste von zwei Singles, die aus ihrem zweiten Studioalbum Children veröffentlicht wurden. Die Single erreichte Platz 12 der britischen und Platz 50 der deutschen Charts.

## Hintergrund
Tower of Strength wurde 1987 im The Manor Studio in der Nähe von Kidlington in Oxfordshire aufgenommen. Der Track war Teil der Sessions, die mit John Paul Jones von Led Zeppelin als Produktionsmitarbeiter aufgenommen wurden. Der Titel wurde ursprünglich über die s. g. „Eskimos“ geschrieben; treue Fans und Anhänger von The Mission, die ihnen in den frühen Tagen der Bandkarriere Kraft gaben. Bei seiner ursprünglichen Veröffentlichung (13. Februar 1988) erreichte der Titel Platz 12 der britischen Charts und blieb sieben Wochen in den Charts. 
Das Lied wurde 1994 neu gemischt und erneut veröffentlicht, um für das Compilation-Album „Sum and Substance“ zu werben.

## Veröffentlichungen (Auszug)
1988 – 7" Single
| A  | Tower Of Strength | 4:35 |
| B1 | Fabienne          | 3:32 |
| B2 | Breathe (Vocal)   | 2:19 |

1994 – 7" Single
| A | Tower Of Strength (East India Trans Cairo Mix) Edit | 4:41 |
| B | Wasteland (Musketeer Mix)                           | 6:46 |

Im Jahr 2020 wurde der Titel als EP mit fünf Versionen unter dem Namen „ReMission“ mit verschiedenen internationalen Künstlern (Martin Gore, Gary Numan, Budgie, Lol Tolhurst, Andy Rourke, Rachel Goswell, Billy Duffy) neu aufgenommen, um während der Covid-19-Pandemie Spenden für Wohltätigkeitsorganisationen und Gesundheitspersonal zu sammeln.
| 1 | TOS 2020 (Beholden To The Front Line Workers Of The World Mix) | 9:49 |
| 2 | TOS 2020 (Trentemøller Mix)                                    | 6:39 |
| 3 | TOS 2020 (Albie Mischenzingerzen Mix)                          | 6:46 |
| 4 | TOS 2020 (Single Version)                                      | 5:07 |
| 5 | Tower Of Strength (Original Mix)                               | 8:06 |